# Airton Souza
Airton Souza de Oliveira (Marabá, 23 de março de 1982) é um historiador, linguista, professor, ativista social e escritor brasileiro.
Sua escrita contabiliza mais de 40 livros nos gêneros de poesia, crônica, conto, romance e literatura infantojuvenil.

## Biografia

### Vida acadêmica e profissional
Airton nasceu em 23 de março de 1982 na cidade de Marabá, filho de Maria Barbosa de Souza e Raimundo Gonçalves de Oliveira. Viveu sua infância e juventude no bairro das Laranjeiras, em Marabá. Fez seus estudos fundamentais e médios na década de 1990 nesta cidade, respectivamente na Escola Municipal de Ensino Fundamental Deuzuita Melo de Albuquerque e na Escola Estadual Prof. Acy de Jesus Neves Pereira Barros.
Em 2012 Airton licenciou-se em história pelo Centro Universitário Leonardo da Vinci (Uniasselvi), e em letras no ano de 2014 pela Universidade Federal do Sul e Sudeste do Pará (Unifesspa). Em 2019 tornou-se mestre em letras pela Unifesspa.
Neste ínterim, trabalhou como professor de história na Prefeitura de Marabá entre 2010 e 2014, e como coordenador da Biblioteca Municipal Orlando Lima Lobo de Marabá entre 2014 e 2016; concursou-se como professor de história na Prefeitura Municipal de Itupiranga em 2015, e mantêm vínculo com esta desde então.
Como linguista e ativista social, tornou-se um dos principais organizadores do Sarau da Lua Cheia, do Papo Literário, do Projeto Tocaiúnas e do Projeto Poemando, eventos que realizam oficinas de leituras e escritas literárias, com forte incentivo a escrita de crianças e adolescentes.

### Carreira como escritor
Sua escrita poética iniciou-se aos 14 anos de idade numa tentativa de descrever seu cotidiano, e numa fuga do contexto de pobreza e violência que o cercava. Aos 18 anos teve seu primeiro poema, denominado Sextilha do Nordeste, publicado num periódico de Marabá. Continuou a divulgar sua escrita, participando de festivais e saraus regionais de poesia durante a década de 2000, granjeando reconhecimento principalmente em Marabá.
Sua carreira como escritor porém viria tomar outra dimensão quando ingressou nas faculdades de história e letras. Ali buscou se integrar nos grupos de literatura que o incentivaram a reunir sua escrita em publicações. Este novo período inicia-se pelos livros "Incultações Noturnas", em 2009, e "O cair das horas", publicado em 2011.
A partir de então ganhou reconhecimento nacional por suas obras como o III Prêmio PROEX de Literatura da Universidade Federal do Pará (2012), por sua obra "Canto Solidão"; o Prêmio Dalcídio Jurandir de Literatura, em 2013 e 2019, respectivamente pelos livros "Ser não sendo" e "Receita para angustiar o amor no coração da noite", e; o III Prêmio Universidade Federal do Espírito Santo de Literatura (2015), por sua obra "Cortejo & outras begônias". Pelo Concurso Internacional de Literatura da União Brasileira de Escritores (UBE), de 2019, Airton ganhou medalha de ouro pelo livro infanto-juvenil "Quem tem medo de Matinta?". Além destes, diversos outros prêmios e reconhecimentos vieram por suas obras.
Airton é membro da Academia de Letras do Sul e Sudeste Paraense (ALSSP), ocupando a cadeira nº 15, que tem como patrono o poeta Max Martins; Airton foi o primeiro presidente da ALSSP. É membro também da Academia de Letras de Marabá (ALMA), ocupando a cadeira nº 09, que tem como patrono o poeta Aziz Mutran Filho.
Com o livro Outro outono de carne estranha, ganhou o Prêmio Sesc de Literatura em 2023 como o melhor livro do ano na categoria romance. O livro foi publicado pela editora Record, com o título Outono de carne estranha .

#### Acusações de censura
Souza acusou a organização do Prêmio Sesc de homofobia, censura e boicote na promoção de Outono de Carne Estranha. O romance trata, entre outros temas, da relação homossexual entre dois garimpeiros em Serra Pelada, na década de 1980. Em novembro de 2023, a leitura pública de trechos do livro teria provocado "constrangimentos" entre os organizadores do prêmio. Em janeiro de 2024, Henrique Rodrigues, um dos idealizadores, foi demitido da organização do prêmio. Após a repercussão negativa do caso, a editora Record rompeu a parceria com o Sesc em publicar os vencedores do prêmio. Em março, a organização publicou o edital da edição 2024  do prêmio, com uma série de alterações: a inclusão da categoria "poesia", a publicação dos vencedores pela Editora Senac Rio e a mudança inscrição de "livros destinados ao público adulto" a "livros destinados a todos os públicos"

## Obras
Se no início a poesia vinha como tentativa de retratar seu cotidiano e realidade numa periferia, Airton considera que no amadurecer de sua carreira como escritor seu ímpeto em escrever vem da necessidade de pôr para fora aquilo que seus antepassados e pessoas humildes de sua redondeza não puderam, pois não tiveram oportunidade de alfabetização ou condições financeiras; classifica como a escrita de um porta voz popular.
As crônicas, poemas e contos, além de obras de literatura infantojuvenil de Airton são:
- Receita para angustiar o amor no coração da noite (2021);
- Quem tem medo de Matinta? (2021);
- A porca de bobes (2021);
- O fazedor de borboletas (2018);
- Crisântemos depois da ausência (2018);
- Pragmatismo das Flores (2017);
- Cartas de amor e revolução (2016);
- Cortejo & outras begônias (2016);
- Quem guarda as chuvas? (2016);
- Quem Levou o dia? (2016)
- 100 Poemas & Prosas por Marabá (2016);
- A aranha Mariana e uma história de amor (2016);
- Mundico quer ser de ferro (2016)
- Aurorescer (2016);
- Olhos Vítreos (2015);
- Manhã Cerzida (2015);
- Psicografia (2015);
- Rota descampada (2015);
- Marias (2015);
- Último gole de ontem (2015);
- Setembrais (2015);
- Rios (Di)Versos (2015);
- Face dos Disfarces (2014);
- Pó é mar (2014);
- Rios que somos (2014);
- Amor à mostra (2014);
- Ser não sendo (2014);
- À boca da noite (2013);
- Rua Displicente (2013);
- Mormaços de Cinzas (2013);
- Habitação Provisória (2012);
- Infância Retorcida (2012);
- O cair das horas (2011);
- Incultações Noturnas (2009);
- Canto Solidão;